# 江神社
江神社（えじんじゃ）は、伊勢神宮皇大神宮（内宮）の摂社。内宮の摂社27社のうち第17位である。
音無山東麓に鎮座し、五穀豊穣の守護神を祀る。

## 概要
三重県伊勢市二見町江字明神奥992に鎮座する。倭姫命が定めた神社である。
社名は入り江に由来し、入り江を巻いて松が林立する光景から地域では「巻江の明神」（蒔絵の明神）と呼ばれている。この名称は『寛文摂社再興記』や『神三郡神社参詣記』に記されており、江戸時代にはある程度認知されていたと考えられる。ただし、江神社と「巻江の明神」が同所であるという確証はない。
社地の面積は1,140m2。古代の社地は1町（≒9,917m2）、長さ4尺（≒1.2m）×広さ5尺（≒1.5m）×高さ6尺（≒1.8m）の社殿を有した。

## 祭神
祭神は、長口女命（ながくちめのみこと）、大歳御祖命（おおとしのみおやのみこと）、宇加乃御玉命（うかのみたまのみこと）。3柱とも地域の土地神であり、五穀豊穣の神であるとされる。
長口女命は元伊勢の祭神にもなっている女神であり、別名を「江之姫」と言い、弁才天と同じ神である。『皇大神宮儀式帳』によれば、天須婆留女命（あめのすばるのみこと、棒原神社の祭神）の子であるという。

## 歴史
御塩浜から船で五十鈴川の入り江に到着した倭姫命は、佐見津日子命に出迎えられ、江神社を定めたという。神宮の摂末社では、倭姫命を出迎えた神を祭神とする神社が多いが、江神社に祀られている3柱に佐見津日子命は含まれていない。『倭姫命世記』によると、垂仁天皇25年に倭姫命は堅田神社を定めた後、五十鈴川の入り江で佐見津日子命に会い、地名を尋ね、「江社」を定めたと記している。その後建久3年（1192年）の『皇太神宮年中行事』に「江神社祝堅田神社祝等所役」の文字が見られるが、退廃を余儀なくされる。
寛文3年10月11日（グレゴリオ暦：1663年11月10日）に再興された。再興地については御巫清直が本来の社地は江寺（現・太江寺）で、退廃の際に江村の産土神（現・栄野神社）へ移転したのではないかという説を唱え、疑義を表明した。また『二見町史』は、江神社が明治以前は「八王子社」と呼ばれ、祭神を「氏神佐美都彦命」としていたと記している。
1913年（大正2年）12月に建て替えられ、1977年（昭和52年）9月21日にも造り替えを行われた。

## 祭祀
三節祭（月次祭・神嘗祭）、祈年祭、新嘗祭、臨時奉幣祭の際には神宮から神職らが訪れ、社頭で祭祀を執り行う。

## 植物相
1979年（昭和54年）に行われた立木調査によると、伊勢湾台風によって多くの倒木があったが、調査時点で災害を免れた数本のクスノキとクロマツが散生していた。そのほか、倒木跡地に自生した常緑広葉樹や植え直されたスギ・ヒノキ・サンゴジュが社叢を構成していた。

## 周辺
伊勢夫婦岩ふれあい水族館シーパラダイス前から二見町江の集落に入り、その西外れに鎮座する。社殿の北側に山が、南側に田がある。
- JR参宮線松下駅より徒歩約23分[3]（約1.8km）。
- 三重交通バス江バス停より徒歩約5分[8]（約540m）
- 伊勢二見鳥羽ライン二見JCTより約6分（約3.1km）。